# Віктор Ерікссон
Віктор Кім Людвіг Ерікссон (швед. Victor Kim Ludwig Eriksson, нар. 17 вересня 2000, Вернаму, Швеція) — шведський футболіст, центральний захисник клубу «Гаммарбю» та національної збірної Швеції.

## Ігрова кар'єра

### Клубна
Віктор Ерікссон є вихованцем футбольної школи клубу «Вернаму». В цьому клубі у 2019 році футболіст почав свою професійну кар'єру. Разом з командою Нрікссон пройшов шлях від третього дивізіону до Аллсвенскан. 3 квітня 2022 року у матчі проти «Гетеборга» захисник дебютував у вищому дивізіоні чемпіонату Швеції.
В січні 2024 року Ерікссон підписав трирічний контракт з клубом МЛС «Міннесота Юнайтед». 30 березня 2024 року футболіст провів першу гру в новій команді.
Та вже влітку 2024 року Ерікссон повернувся до Швеції, де приєднався до столичного клубу «Гаммарбю», підписавши з клубом контракт на чотири з половиною роки.

### Збірна
9 січня 2023 року у товариському матчі проти команди Фінляндії Віктор Ерікссон дебютував у складі національної збірної Швеції.

## Досягнення
Вернаму
- Переможець Супереттан: 2021